# 帕金斯冰川
帕金斯冰川（英語：Perkins Glacier）是南極洲的冰川，位於瑪麗伯德地，處於伯克斯角東南面15公里，流經麥當勞高地，最終注入赫爾灣東部，美國地質調查局根據測量和美國海軍拍攝的空中照片繪入地圖，現時由南極條約體系管理。